# Le Lorrain
Le Lorrain är en ort och kommun i Martinique. Den ligger i den norra delen av Martinique, 25 km norr om huvudstaden Fort-de-France.